# Région de bien-être de Savonie du Nord
La région de bien-être de Savonie du Nord (en finnois : Pohjois-Savon hyvinvointialue) est un organisme public indépendant des municipalités et de l'État chargé des services sociaux, de santé et de secours en Savonie du Nord.
C'est l'une des 23 régions de bien-être de Finlande.

## Municipalités
La région de bien-être compte 19 municipalités, dont 5 villes.
- Iisalmi
- Joroinen
- Kaavi
- Keitele
- Kiuruvesi
- Kuopio
- Lapinlahti
- Leppävirta
- Pielavesi
- Rautalampi
- Rautavaara
- Siilinjärvi
- Sonkajärvi
- Suonenjoki
- Tervo
- Tuusniemi
- Varkaus
- Vesanto
- Vieremä

## Services
La responsabilité légale de l'organisation des services sociaux et de santé et de secours passera des municipalités à la région de bien-être de Savonie du Nord à partir du 1er janvier 2023.

### Soins de santé
Les municipalités font partie du district hospitalier de Savonie du Nord.
La région est servie par l'hôpital universitaire de Kuopio.

### Opérations de secours
En termes d'opérations de secours d'urgence, les municipalités de la région de bien-être de Savonie du Nord dépendent du service de secours de Savonie du Nord.

## Politique et administration
Les élections régionales finlandaises de 2022 ont eu lieu le 23 janvier 2022 afin de désigner pour la première fois les 69 conseillers régionaux élus pour 3 ans pour administrer la région de services du bien-être de Savonie du Nord.
La répartition des voix et des sièges sont les suivantes :
| Parti    | Parti                           | Voix   | %    | Sièges |
| -------- | ------------------------------- | ------ | ---- | ------ |
|          | Parti social-démocrate          | 17 771 | 19,0 | 13     |
|          | Vrais Finlandais                | 9 380  | 10,0 | 7      |
|          | Parti de la coalition nationale | 15 733 | 16,8 | 12     |
|          | Parti du centre                 | 26 728 | 28,5 | 21     |
|          | Ligue verte                     | 5 911  | 6,3  | 4      |
|          | Alliance de gauche              | 7 644  | 8,2  | 6      |
|          | Chrétiens-démocrates            | 7 423  | 7,9  | 5      |
|          | Mouvement maintenant            | 2 119  | 2,3  | 1      |
|          | Le pouvoir appartient au peuple | 690    | 0,7  | 0      |
| Sources: |                                 |        |      |        |